# Genciana
Les gencianes o gençanes (Gentiana) són un gènere de plantes amb flor de la família de les gencianàcies.
És un gènere cosmopolita dins les regions muntanyoses del món.

## Descripció
Són plantes anuals bianuals o perennes de fulla persistent o no. Les fulles tenen una disposició oposada la majoria es troben en la roseta basal. Les flors són en forma de trompeta i poden ser de diversos colors segons les espècies.

## Hàbitat

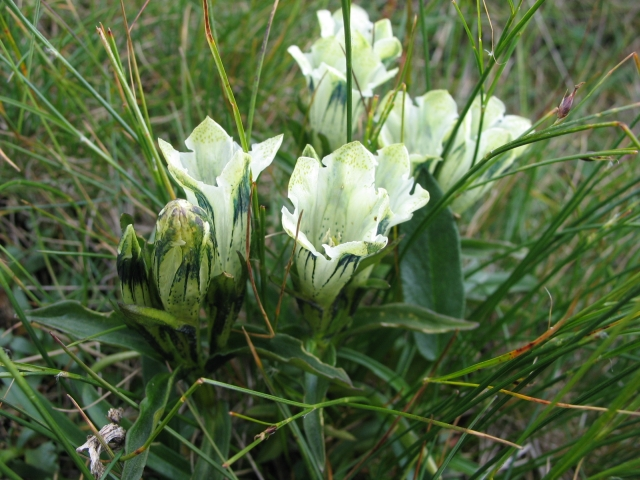
Gentiana frigida

Aquest és un gènere cosmopolita, que es troba als hàbitats alpins a les regions temperades d'Àsia, Europa i Amèrica. Algunes espècies també es troben al nord-oest d'Àfrica, l'est d'Austràlia i Nova Zelanda. Són plantes anuals, biennals i perennes. Alguns són de fulla perenne, altres no.
Moltes gencianes són difícils de créixer fora del seu hàbitat salvatge, però hi ha diverses espècies disponibles en cultiu. Les gencianes són totalment resistents i poden créixer a ple sol o ombra parcial. Creixen en sòls ben drenats, neutres a àcids rics en humus. Són populars als jardins de rocalles.

## Usos
Moltes begudes es fan amb arrel de genciana. Gentiana lutea s'utilitza per produir Licor de genciana, una beguda destil·lada produïda als Alps i a l'Alvèrnia. Algunes espècies es cullen per a la fabricació d'aperitius, licors i tònics.
L'arrel de genciana és un aroma de beguda comú per a bíters. El refresc Moxie conté arrel de genciana. L'aperitiu francès Suze està fet amb genciana. Els aperitius americans contenen arrel de genciana per a un sabor amarg. És un ingredient del licor italià Aperol. També s'utilitza com a sabor principal en el digestiu alemany després del sopar anomenat Underberg, i l'ingredient principal en l'amarg d'Angostura i l'amarg de Peychaud's.
El principi amarg de l'arrel de la genciana és principalment la gentiopicrina (també anomenada gentiopicròsid), un glucòsid. Un article de 2007 d'un grup japonès va identificar 23 compostos a l'arrel de genciana fresca. La gentiopicrina estava absent de l'arrel fresca, de manera que possiblement es desenvolupi durant l'assecat i l'emmagatzematge de l'arrel.
La genciana ha tingut un ús limitat en perfumeria, sobretot com a sabó de glicerina (Crabtree & Evelyn) i perfum (Corday's Possession, 1937).

### Usos farmacològics
La genciana groga (Gentiana lutea) s'utilitza en herboristeria per a problemes digestius, febre, hipertensió, espasmes musculars, cucs paràsits, ferides, càncer, sinusitis i malària, tot i que els estudis han demostrat una eficàcia mínima més enllà de la d'un placebo pel que fa al tractament de l'ansietat i el TDAH en nens. S'ha estudiat i provat en la gestió eficaç de la dispèpsia.
Les fulles i arrels de Gentiana punctata s'han utilitzat en la medicina tradicional austríaca internament i externament com a licor o te per a trastorns del tracte gastrointestinal, pell, aparell locomotor, fetge i bilis, i per problemes pediàtrics, febre, grip, reumatisme, i la gota.
Gentiana purpurea, Gentiana punctata i Gentiana pannonica s'utilitzen per produir aguardiente de genciana, tradicionalment utilitzat com a ajuda digestiva . A la medicina aiurvèdica la genciana índia en perill d'extinció Gentiana kurroo s'ha utilitzat com a herba medicinal, però s'ha substituït per la planta de l'Himàlaia Picrorhiza kurroa, Plantaginaceae o Picrorhiza scrophulariiflora (胡黃蓮 Hú Huáng Lián) de la medicina tradicional xinesa.

### Simbolisme

Escut d'armes de la Comunitat de parla alemanya de Bèlgica.

L'emblema del clan Minamoto.

La flor de genciana es va utilitzar com a emblema del clan Minamoto, un dels quatre grans clans que van dominar la política japonesa durant el període Heian i que van establir el primer shogunat arran de la Guerra Genpei.(xinès) És la flor oficial (anomenada en alemany "Enzian") de la comunitat germanòfona de Bèlgica.

## Ús del nom
En català les plantes del gènere Gentiana s'anomenen genèricament gencianes.
Hi ha una tintura desinfectant líquida coneguda com a violeta de genciana. Contràriament a lo que hom creu generalment, aquest fàrmac no està elaborat a partir de les gencianes, sinó que va rebre aquest nom degut al seu color que se similar al d'aquestes flors.

## Taxonomia
El gènere Gentiana va ser descrit per Carl von Linné i publicat a Species Plantarum 1: 227, a l'any 1753. L'espècie tipus és: Gentiana lutea L
Etimologia
Gentiana: Segons Plini el Vell i Dioscòrides Pedaci, el seu nom deriva del de Genci, rei de Il·líria en el segle ii, a qui s'atribuïa el descobriment del valor curatiu de la Gentiana lutea.

## Espècies

### General
Les gencianes tenen fulles disposades de manera oposada, de vegades en una roseta basal. Les flors en forma de trompeta solen ser de color blau profund o atzur, però poden ser de color blanc, crema, groc o vermell. Moltes espècies són polimòrfiques pel que fa al color de la flor, i tenen flors de diferents colors. Les espècies de flors blaves predominen a l'hemisferi nord, amb espècies de flors vermelles dominants als Andes, on la pol·linització d'ocells probablement és més sovint afavorida per la selecció natural. Les espècies de flors blanques es troben disperses per tota l'àrea de distribució del gènere però dominen a Nova Zelanda. La majoria de les flors són pentàmeres, amb cinc lòbuls a la corol·la i cinc sèpals. Algunes espècies tenen de quatre a set parts florals. La corol·la té uns plecs anomenats plicae entre els lòbuls. L'estil és curt o absent. L'ovari és majoritàriament sèssil i té glàndules nectàries.

### Llista d'espècies acceptades
El gènere conté 340 espècies acceptades i 14 híbrids acceptats que s'hibriden de forma natural.
- Gentiana acaulis L.
- Gentiana affinis Griseb.
- Gentiana alba Muhl. ex J.McNab
- Gentiana albescens (Franch.) Franch. ex Kusn.
- Gentiana albicalyx Burkill
- Gentiana algida Pall.
- Gentiana alii (Omer & Qaiser) T.N.Ho
- Gentiana alpina Vill.
- Gentiana alsinoides Franch.
- Gentiana altigena Harry Sm.
- Gentiana altorum Harry Sm. ex C.Marquand
- Gentiana × ambigua Hayek
- Gentiana amplicrater Burkill
- Gentiana andrewsii Griseb.
- Gentiana angustifolia Vill.
- Gentiana anisostemon C.Marquand
- Gentiana aperta Maxim.
- Gentiana apiata N.E.Br.
- Gentiana aquatica L.
- Gentiana arenicola Kerr
- Gentiana arethusae Burkill
- Gentiana argentea (Royle ex D.Don) Royle ex D.Don
- Gentiana arisanensis Hayata
- Gentiana aristata Maxim.
- Gentiana arunii D.Maity, S.K.Dey, J.Ghosh & Midday
- Gentiana asclepiadea L.
- Gentiana asterocalyx Diels
- Gentiana atlantica Litard. & Maire
- Gentiana atuntsiensis W.W.Sm.
- Gentiana austromontana J.S.Pringle & Sharp
- Gentiana autumnalis L.
- Gentiana baeuerlenii L.G.Adams
- Gentiana bambuseti T.Y.Hsieh, T.C.Hsu, S.M.Ku & C.I Peng
- Gentiana bavarica L.
- Gentiana beamanii J.S.Pringle
- Gentiana bella Franch.
- Gentiana bicentenaria A.Estrada & A.Rojas
- Gentiana bicuspidata (G.Don) Briq.
- Gentiana × billingtonii Farw.
- Gentiana boissieri Schott & Kotschy ex Boiss.
- Gentiana bokorensis Hul
- Gentiana bolavenensis A.Nagah., Tagane & Soulad.
- Gentiana borneensis Hook.f.
- Gentiana boryi Boiss.
- Gentiana brachyphylla Vill.
- Gentiana bredboensis L.G.Adams
- Gentiana brentae Prosser & Bertolli
- Gentiana bryoides Burkill
- Gentiana burseri Lapeyr.
- Gentiana cachemirica Decne.
- Gentiana caelestis (C.Marquand) Harry Sm.
- Gentiana caeruleogrisea T.N.Ho
- Gentiana caliculata Lex.
- Gentiana calycosa Griseb.
- Gentiana capitata Buch.-Ham. ex D.Don
- Gentiana carinata (D.Don ex G.Don) Griseb.
- Gentiana carinicostata Wernham
- Gentiana catesbaei Walter
- Gentiana cephalantha Franch.
- Gentiana cephalodes Edgew.
- Gentiana × charpentieri E.Thomas ex Hegetschw.
- Gentiana chinensis Kusn.
- Gentiana choanantha C.Marquand
- Gentiana chungtienensis C.Marquand
- Gentiana clarkei Kusn.
- Gentiana clausa Raf.
- Gentiana clusii Perr. & Songeon
- Gentiana confertifolia C.Marquand
- Gentiana coronata Royle
- Gentiana crassa Kurz
- Gentiana crassicaulis Duthie ex Burkill
- Gentiana crassula Harry Sm.
- Gentiana crassuloides Bureau & Franch.
- Gentiana cristata Harry Sm.
- Gentiana cruciata L.
- Gentiana cruttwellii Harry Sm.
- Gentiana cuneibarba Harry Sm.
- Gentiana × curtisii J.S.Pringle
- Gentiana dahurica Fisch.
- Gentiana davidi Franch.
- Gentiana decemfida Buch.-Ham. ex D.Don
- Gentiana decora Pollard
- Gentiana decumbens L.f.
- Gentiana delavayi Franch.
- Gentiana deltoidea Harry Sm.
- Gentiana dendrologi C.Marquand
- Gentiana densiflora T.N.Ho
- Gentiana depressa D.Don
- Gentiana × digenea Jakow.
- Gentiana divaricata T.N.Ho
- Gentiana diversifolia Merr.
- Gentiana douglasiana Bong.
- Gentiana dschungarica Regel
- Gentiana dshimilensis K.Koch
- Gentiana duclouxii Franch.
- Gentiana durangensis Villarreal
- Gentiana ecaudata C.Marquand
- Gentiana elmeriana Halda
- Gentiana elwesii C.B.Clarke
- Gentiana emodi C.Marquand ex Sealy
- Gentiana ettingshausenii F.Muell.
- Gentiana exigua Harry Sm.
- Gentiana faucipilosa Harry Sm.
- Gentiana fieldiana J.S.Pringle
- Gentiana filistyla Balf.f. & Forrest
- Gentiana flavomaculata Hayata
- Gentiana flexicaulis Harry Sm.
- Gentiana formosa Harry Sm.
- Gentiana forrestii C.Marquand
- Gentiana franchetiana Kusn.
- Gentiana fremontii Torr.
- Gentiana frigida Haenke
- Gentiana froelichii Jan ex Rchb.
- Gentiana futtereri Diels & Gilg
- Gentiana × gaudiniana E.Thomas ex W.D.J.Koch
- Gentiana gayi Griseb.
- Gentiana gelida M.Bieb.
- Gentiana georgei Diels
- Gentiana gilvostriata C.Marquand
- Gentiana glauca Pall.
- Gentiana grandiflora Laxm.
- Gentiana × grandilacustris J.S.Pringle
- Gentiana grata Harry Sm.
- Gentiana × grisebachiana Rouy
- Gentiana grumii Kusn.
- Gentiana gyirongensis T.N.Ho
- Gentiana handeliana Harry Sm.
- Gentiana haraldi-smithii Halda
- Gentiana harrowiana Diels
- Gentiana haynaldii Kanitz
- Gentiana heleonastes Harry Sm.
- Gentiana helophila Balf.f. & Forrest
- Gentiana hesseliana Hosseus
- Gentiana hexaphylla Maxim. ex Kusn.
- Gentiana himalayensis T.N.Ho
- Gentiana hirsuta Ma & E.W.Ma ex T.N.Ho
- Gentiana hohoxiliensis S.K.Wu & R.F.Huang
- Gentiana hooperi J.S.Pringle
- Gentiana hsinganica J.H.Yu
- Gentiana hugelii Griseb.
- Gentiana huxleyi Kusn.
- Gentiana × hybrida Schleich. ex DC.
- Gentiana intricata C.Marquand
- Gentiana jamesii Hemsl.
- Gentiana jarmilae Halda
- Gentiana jingdongensis T.N.Ho
- Gentiana jouyana Hul
- Gentiana kaohsiungensis Chih H.Chen & J.C.Wang
- Gentiana kauffmanniana Regel & Schmalh.
- Gentiana khammouanensis Hul
- Gentiana kirilowii Turcz.
- Gentiana kurroo Royle
- Gentiana kurumbae Anilkumar & Udayan
- Gentiana lacerulata Harry Sm.
- Gentiana laciniata Kit. ex Kanitz
- Gentiana × laengstii Hausm.
- Gentiana laevigata M.Martens & Galeotti
- Gentiana lagodechiana (Kusn.) Grossh.
- Gentiana langbianensis A.Chev. ex S.Hul
- Gentiana laotica Soulad., Tagane & Yahara
- Gentiana lateriflora Hemsl.
- Gentiana latidens (House) J.S.Pringle & Weakley
- Gentiana lawrencei Burkill
- Gentiana laxiflora T.N.Ho
- Gentiana leroyana Hul
- Gentiana leucomelaena Maxim.
- Gentiana lhassica Burkill
- Gentiana liangshanensis Z.Y.Zhu
- Gentiana licentii Harry Sm.
- Gentiana ligustica R.Vilm. & Chopinet
- Gentiana linearis Froel.
- Gentiana lineolata Franch.
- Gentiana linoides Franch.
- Gentiana loerzingii Ridl.
- Gentiana longicollis G.L.Nesom
- Gentiana loureiroi (G.Don) Griseb.
- Gentiana lowryi Hul
- Gentiana lutea L.
- Gentiana lycopodioides Stapf
- Gentiana macgregoryi Hemsl.
- Gentiana macrophylla Pall.
- Gentiana maeulchanensis Franch.
- Gentiana mairei H.Lév.
- Gentiana makinoi Kusn.
- Gentiana manshurica Kitag.
- Gentiana × marcailhouana Rouy
- Gentiana × marceli-jouseaui Halda
- Gentiana × media Arv.-Touv.
- Gentiana meiantha (C.B.Clarke) Harry Sm.
- Gentiana melandriifolia Franch.
- Gentiana membranulifera T.N.Ho
- Gentiana micans C.B.Clarke
- Gentiana micantiformis Burkill
- Gentiana micrantha Aitch. ex Hemsl.
- Gentiana microdonta Franch.
- Gentiana microphyta Franch.
- Gentiana mirandae Paray
- Gentiana moniliformis C.Marquand
- Gentiana muscicola C.Marquand
- Gentiana myrioclada Franch.
- Gentiana namlaensis C.Marquand
- Gentiana nanobella C.Marquand
- Gentiana nerterifolia P.Royen
- Gentiana newberryi A.Gray
- Gentiana nipponica Maxim.
- Gentiana nivalis L.
- Gentiana nubigena Edgew.
- Gentiana nudicaulis Kurz
- Gentiana nyalamensis T.N.Ho
- Gentiana obconica T.N.Ho
- Gentiana occidentalis Jakow.
- Gentiana officinalis Harry Sm.
- Gentiana olgae Regel & Schmalh.
- Gentiana oligophylla Harry Sm.
- Gentiana olivieri Griseb.
- Gentiana oreocharis Halda & Jurášek
- Gentiana oreodoxa Harry Sm.
- Gentiana ornata (G.Don) Wall. ex Griseb.
- Gentiana ovatiloba Kusn.
- Gentiana pachyphylla Merr.
- Gentiana × pallidocyanea J.S.Pringle
- Gentiana pannonica Scop.
- Gentiana panthaica Prain & Burkill
- Gentiana papillosa Franch.
- Gentiana paradoxa Albov
- Gentiana parryae C.Marquand
- Gentiana parryi Engelm.
- Gentiana parvula Harry Sm.
- Gentiana pedata Harry Sm.
- Gentiana pedicellata (D.Don) Griseb.
- Gentiana perpusilla Brandegee
- Gentiana phyllocalyx C.B.Clarke
- Gentiana piasezkii Maxim.
- Gentiana picta Franch.
- Gentiana platypetala Griseb.
- Gentiana plurisetosa C.T.Mason
- Gentiana pneumonanthe L.
- Gentiana praeclara C.Marquand
- Gentiana praticola Franch.
- Gentiana prattii Kusn.
- Gentiana pringlei M.Shabir, P.Agnihotri, J.K.Tiwari & T.Husain
- Gentiana producta T.N.Ho
- Gentiana prolata Balf.f.
- Gentiana prostrata Haenke
- Gentiana pseudosquarrosa Harry Sm.
- Gentiana puberulenta J.S.Pringle
- Gentiana pubigera C.Marquand
- Gentiana pulvinarum W.W.Sm.
- Gentiana pumila Jacq.
- Gentiana pumilio Standl. & Steyerm.
- Gentiana punctata L.
- Gentiana purpurea L.
- Gentiana pyrenaica L.
- Gentiana qiujiangensis T.N.Ho
- Gentiana quadrifaria Blume
- Gentiana querceticola Halda & Jurášek
- Gentiana radiata C.Marquand
- Gentiana radicans Harry Sm.
- Gentiana ranae M.Shabir & M.D.Dwivedi
- Gentiana recurvata C.B.Clarke
- Gentiana riparia Kar. & Kir.
- Gentiana robusta King ex Hook.f.
- Gentiana rostanii Reut. ex Verlot
- Gentiana rubicunda Franch.
- Gentiana rubricaulis Schwein.
- Gentiana sagarmathae Miyam. & H.Ohba
- Gentiana saginifolia Wernham
- Gentiana saginoides Burkill
- Gentiana saltuum C.Marquand
- Gentiana saponaria L.
- Gentiana sasidharanii K.M.P.Kumar & Sunil
- Gentiana satsunanensis T.Yamaz.
- Gentiana scabra Bunge
- Gentiana scabrida Hayata
- Gentiana sceptrum Griseb.
- Gentiana scytophylla T.N.Ho
- Gentiana sedifolia Kunth
- Gentiana septemfida Pall.
- Gentiana setigera A.Gray
- Gentiana shaanxiensis T.N.Ho
- Gentiana sierrae Briq.
- Gentiana sikkimensis C.B.Clarke
- Gentiana sikokiana Maxim.
- Gentiana simulatrix C.Marquand
- Gentiana sino-ornata Balf.f.
- Gentiana siphonantha Maxim. ex Kusn.
- Gentiana sirensis J.S.Pringle
- Gentiana spathacea Kunth
- Gentiana spathulifolia Kusn.
- Gentiana spathulisepala T.N.Ho & S.W.Liu
- Gentiana springateana D.Maity
- Gentiana squarrosa Ledeb.
- Gentiana stellata Turrill
- Gentiana stellulata Harry Sm.
- Gentiana stipitata Edgew.
- Gentiana stragulata Balf.f. & Forrest
- Gentiana straminea Maxim.
- Gentiana suborbisepala C.Marquand
- Gentiana subpolytrichoides Grubov
- Gentiana subuliformis S.W.Liu
- Gentiana sumatrana Ridl.
- Gentiana susamyrensis Pachom.
- Gentiana susanneae Adr.Favre
- Gentiana sutchuenensis Franch.
- Gentiana szechenyii Kanitz
- Gentiana taiwanialbiflora S.S.Ying
- Gentiana taiwanica T.N.Ho
- Gentiana takushii T.Yamaz.
- Gentiana taliensis Balf.f. & Forrest
- Gentiana tarokoensis Chih H.Chen & J.C.Wang
- Gentiana tatsienensis Franch.
- Gentiana terglouensis Hacq.
- Gentiana ternifolia Franch.
- Gentiana tetraphylla Maxim. ex Kusn.
- Gentiana tetrasepala Biswas
- Gentiana tetrasticha C.Marquand
- Gentiana thunbergii (G.Don) Griseb.
- Gentiana tibetica King ex Hook.f.
- Gentiana timida Kerr
- Gentiana tongolensis Franch.
- Gentiana tonkinensis Hul
- Gentiana tornezyana Litard. & Maire
- Gentiana trichotoma Kusn.
- Gentiana tricolor Diels & Gilg
- Gentiana triflora Pall.
- Gentiana tubiflora (G.Don) Griseb.
- Gentiana ulmeri Merr.
- Gentiana uniflora Georgi
- Gentiana urnula Harry Sm.
- Gentiana utriculosa L.
- Gentiana vandellioides Hemsl.
- Gentiana vandewateri Wernham
- Gentiana veitchiorum Hemsl.
- Gentiana venusta (G.Don) Wall. ex Griseb.
- Gentiana verna L.
- Gentiana vernayi C.Marquand
- Gentiana viatrix Harry Sm. ex C.Marquand
- Gentiana villosa L.
- Gentiana waltonii Burkill
- Gentiana walujewii Regel & Schmalh.
- Gentiana wangchukii E.Aitken & D.G.Long
- Gentiana wardii W.W.Sm.
- Gentiana wasenensis C.Marquand
- Gentiana wilsonii C.Marquand
- Gentiana winchuanensis T.N.Ho
- Gentiana wingecarribiensis L.G.Adams
- Gentiana woodii J.S.Pringle
- Gentiana xanthonannos Harry Sm.
- Gentiana yakushimensis Makino
- Gentiana yokusai Burkill
- Gentiana yunnanensis Franch.
- Gentiana zekuensis T.N.Ho & S.W.Liu
- Gentiana zhenxiongensis L.H.Wu & Z.T.Wang
- Gentiana zollingeri Fawc.

## Galeria

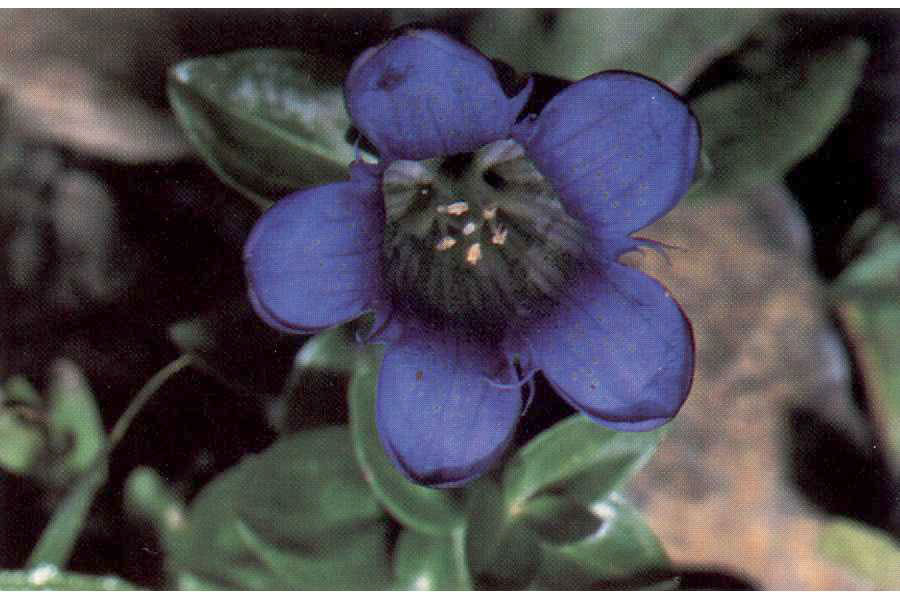
Gentiana calycosa
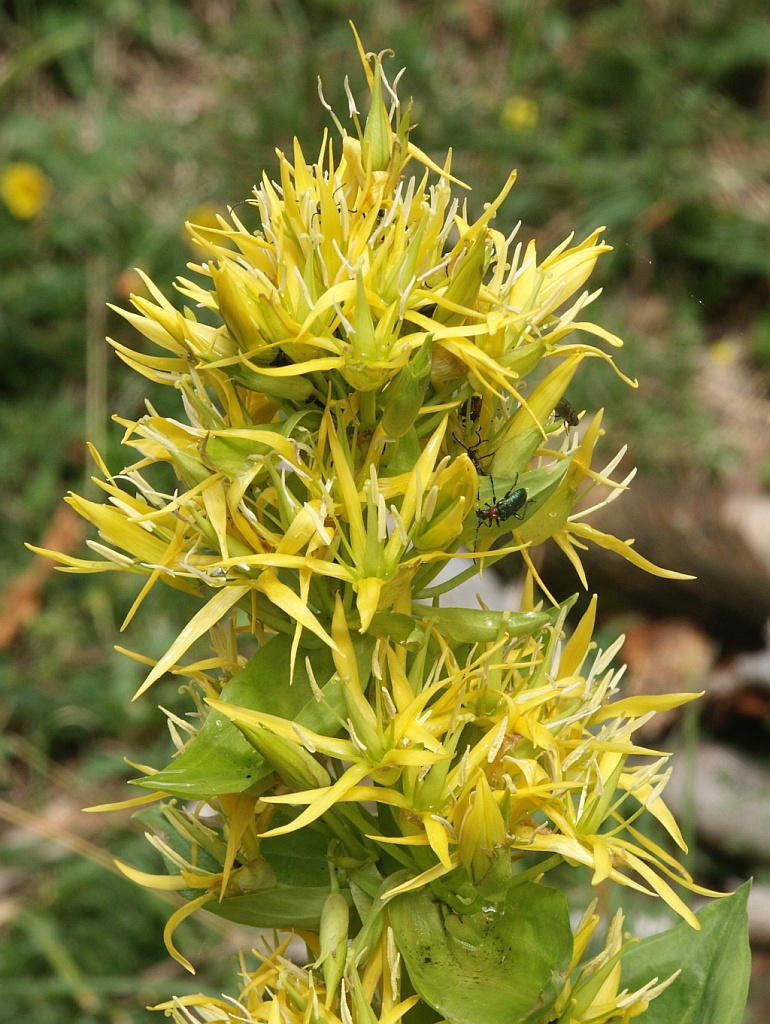
Gentiana lutea
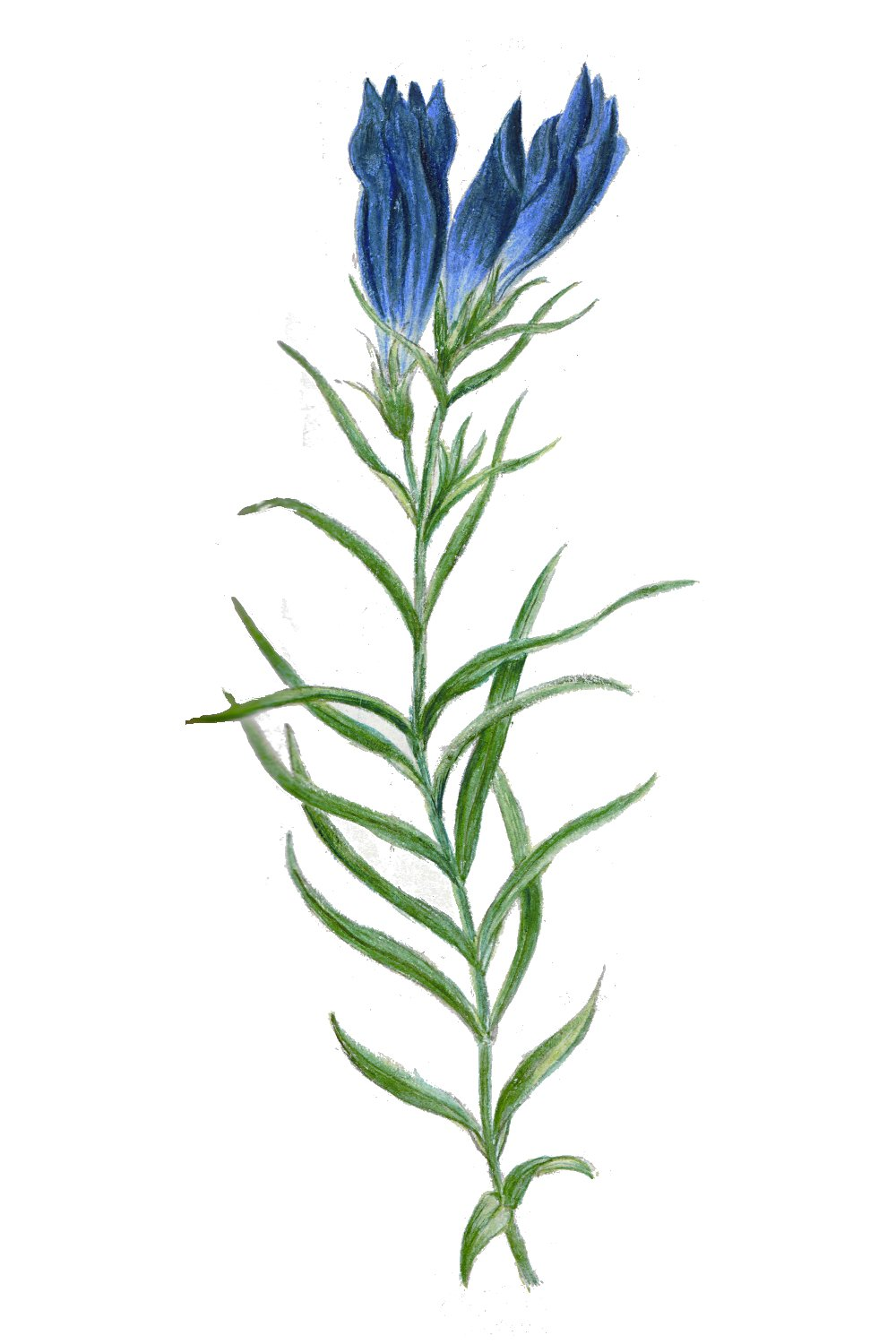
Gentiana pneumonanthe
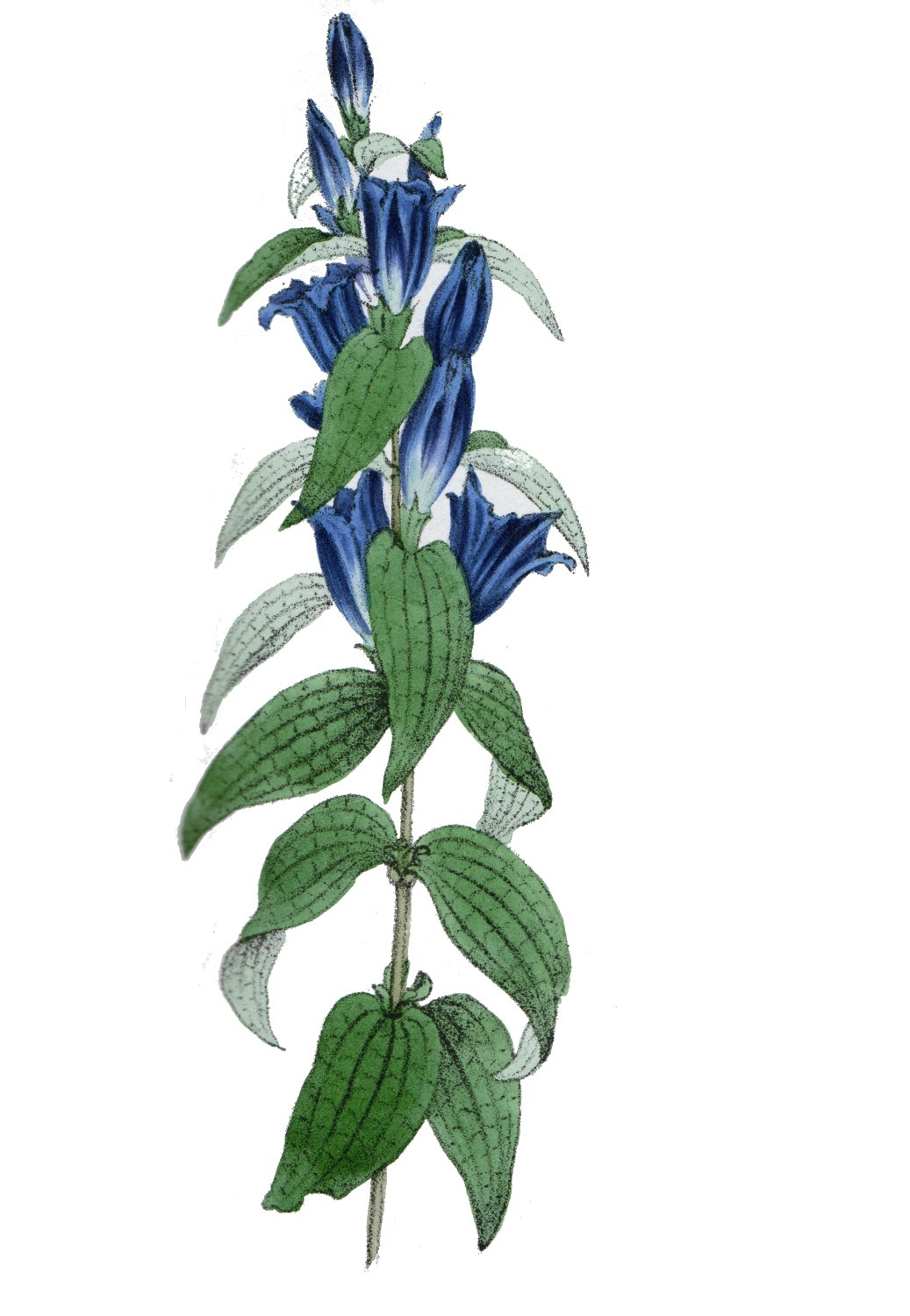
Gentiana asclepiadea
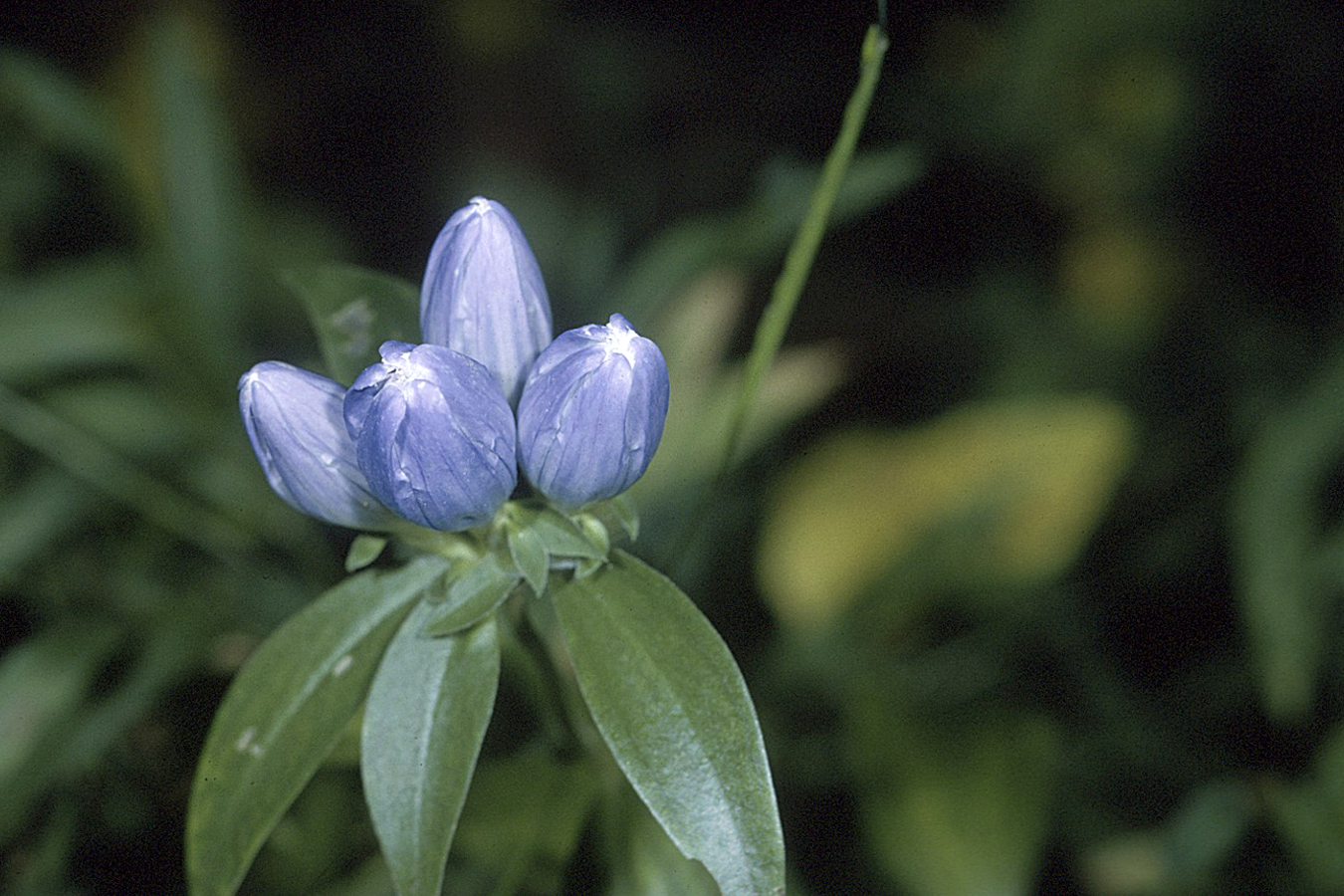
Gentiana clausa
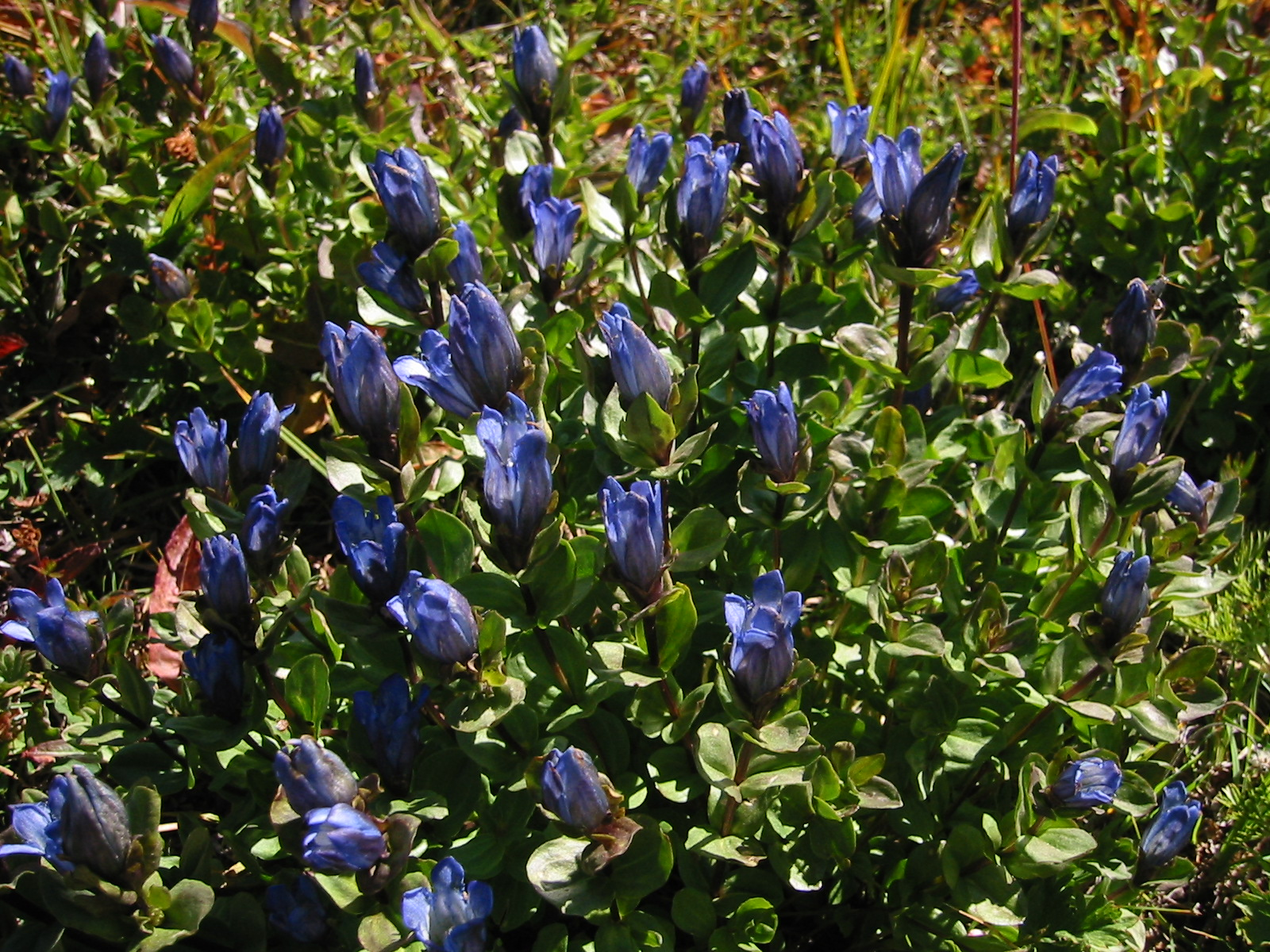
Gentiana calycosa
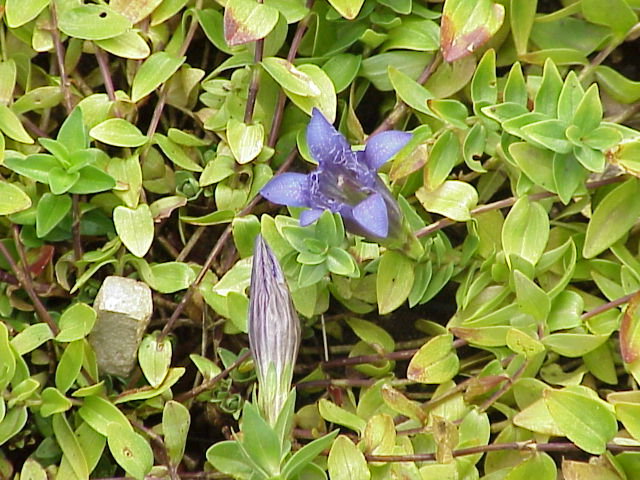
Gentiana septemfida
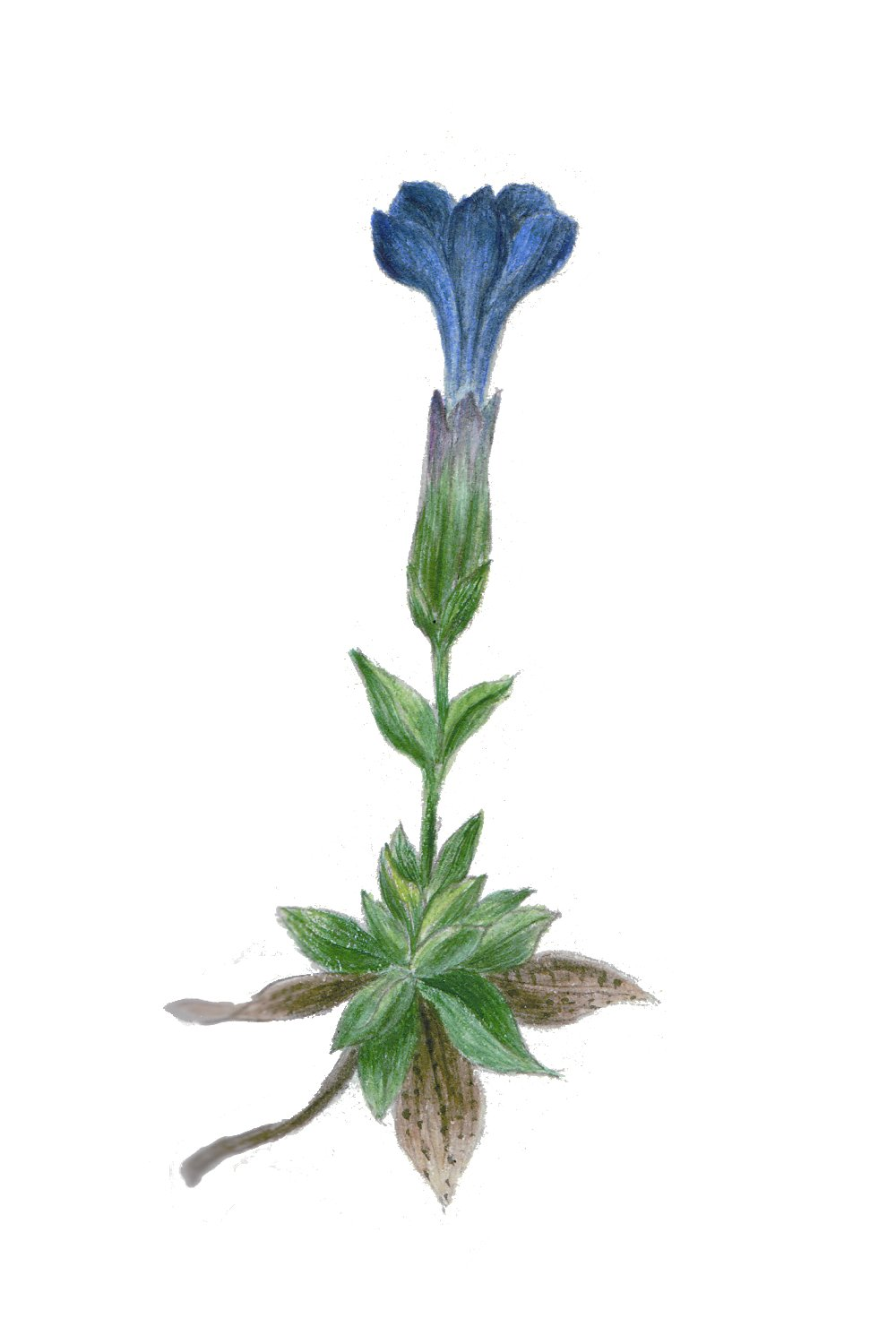
Gentiana verna